# 黒猫

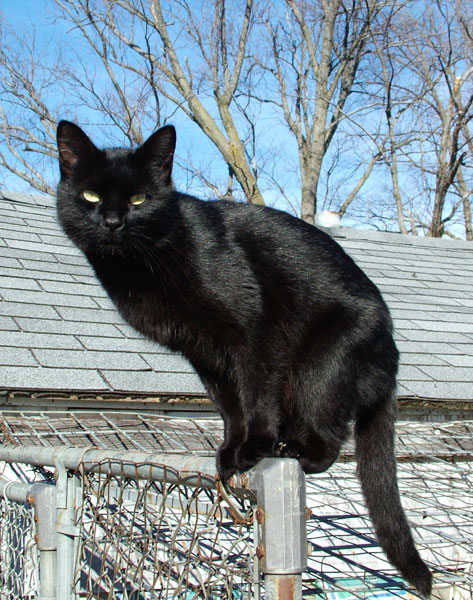
黒猫

黒猫（くろねこ）とは、全身の大半が黒い毛で覆われているネコの総称。基本的に毛が黒ければ小さな白斑（エンジェルマークと呼ばれる）があっても黒猫と呼ばれる。
後述する迷信とは裏腹に、実際の黒猫の性格はおおらかで、個体差はあるものの、甘えん坊で人好きな猫が多いともいわれ、猫の愛好者に人気が高い。目の色はグリーン、ヘイゼルが一般的だが、まれにゴールドも見られることがある。
色々な純血種（Purebred）に黒猫は存在するが、中でもアメリカ合衆国を原産国とするボンベイの純血種は黒猫のみである。

## 迷信
欧米では、かつては不吉の象徴とする迷信があり、魔女狩りなどによって黒猫が殺されることがあった。たとえばベルギー・ウェスト＝フランデレン州の町イーペルでは「猫の水曜日」に時計台から黒猫を投げ殺す行事を19世紀初頭まで行なっていたという。その傾向は現在も続いており、特にイタリアで顕著だという。イタリアでは、黒猫というだけで年間6万匹もの猫が迷信を信じる市民によって殺害されており、動物愛護団体が署名を募るなどしている。他の欧米諸国でも黒猫は不吉な動物とされる場合があり、黒猫が前を通ると不幸がおこる（これは日本でもよく知られている）、黒猫をまたぐと不幸がおこる、十三日の金曜日に黒猫を見ると不幸がおこるという迷信が一部で語られている。
その一方で、イギリスの一部の地域では幸運の象徴ともされる。前述のイーペルでは3年毎の5月第2日曜日にカッテンストゥッツ（=猫のパレード。近年では2018年に開催）が行なわれる。黒猫装束の人が多数参加し、教会の塔の窓から投げられた黒猫のぬいぐるみをつかむと幸運になるといわれている。
近代以前の日本では「夜でも目が見える」等の理由から、「福猫」として魔除けや幸運、商売繁盛の象徴とされ、黒い招き猫は魔除け・厄除けの意味を持つ。『寛平御記』で宇多天皇が自身の愛猫が（当時、珍しかった）黒猫であることを書き記している。江戸時代には、黒猫を飼うと労咳（結核）が治るという迷信のほか、恋煩いにも効験があるとされた。新選組の沖田総司は労咳を患って床に伏せっていた際、この迷信を信じて黒猫を飼っており、死の間際に斬り殺そうとしたが果たせず、自らの終末を悟ったといわれる。小説家、夏目漱石の『吾輩は猫である』の主人公「吾輩」のモデルは、漱石が37歳の時に夏目家に迷い込んで住み着いた野良の黒猫で、漱石の妻・鏡子から福猫として可愛がられていたという。

## 魔女
西洋の御伽話や寓話には、黒猫がしばしば魔女の使い魔として登場する。
黒猫はその色のゆえ暗闇に他人の目に見えずに隠れ留まる能力を持ち、魔女のパートナーにふさわしいと考えられていた。黒猫は魔法の儀式で時々用いられ、他の生贄の倍の効果があるといわれている。
魔女裁判によれば、猫の飼い主は悪魔崇拝主義者または魔女の証拠とされた。猫は生まれながらにして邪悪とみられ、裁判において人間と共に罰せられ、焼き殺された（猫焼き）。
宗教およびスピリチュアルグループで言われている猫を生贄にする儀式は興味を引き、そのような報告は主に地方の都市伝説ではっきりと見られる。多くの現代の「魔女」は黒猫をペットとして、聖なるものと見なして飼っているといわれる。

## キャラクター
- ヤマト運輸をはじめとするヤマトホールディングス傘下の企業は黒猫を商標にしている（これは、母猫が子猫を口にくわえて運ぶときのように優しく丁寧に物を運ぶという企業姿勢を示している）
- 角野栄子の児童文学「魔女の宅急便」には主人公の相棒役としてジジという名の黒猫が登場している。
- ソニー・インタラクティブエンタテインメント（開発:ビサイド）のどこでもいっしょシリーズ（「どこでもいっしょ－トロといっぱい－」が初出）では、クロという名の黒猫のキャラクターが登場する。
- 明星食品のインスタントラーメン「チャルメラ」シリーズのパッケージにはチャルメラニャンコという名の黒猫がチャルメラおじさんとともに描かれている。
- 宝島社発行の『このミステリーがすごい!』およびその関連書籍に、黒猫探偵「ニャームズ」が登場している[7][8]。
- 中央公論新社発行の書籍レーベル「C★NOVELS」のカバーの背中には、黒猫のキャラクターが入っている[9]。
- 実業之日本社発行の書籍レーベル「ジョイ・ノベルス」のカバーの背には、黒猫のキャラクターが入っている。
- 東京創元社創立60周年の記念キャラクターは、黒猫の「くらり」である[10]。
- 理論社発行の書籍レーベル「ミステリーYA!」の広告媒体などには、黒猫のキャラクターが登場した[11]。イラストは谷山彩子による。

## 有名な黒猫
- 映画『ピノキオ』に登場するフィガロ
- フィリックス・ザ・キャット[12]

## 黒猫が登場する作品
小説
- エドガー・アラン・ポー「黒猫」（光文社古典新訳文庫『黒猫 / モルグ街の殺人』ほか収録）
- ルイス・キャロル「鏡の国のアリス」（旺文社文庫ほか）
- 島木健作 『黒猫』
- 横溝正史
  - 「本陣殺人事件」（角川文庫）
  - 「黒猫亭事件」（角川文庫『本陣殺人事件』収録）
- 高木彬光『呪縛の家』（光文社文庫）
- 綾辻行人『黒猫館の殺人』（講談社文庫）
- キャロル・ネルソン・ダグラス「黒猫ルーイ シリーズ」（武田ランダムハウスジャパンほか）
- 倉木佐斗志・十月サクヒ『くろねこルーシー』（竹書房）

エッセイ
- 平松謙三
  - 「世界を旅するネコ クロネコノロの飛行機便、37ヵ国へ」（宝島社）
  - 「世界を旅する黒猫ノロ　飛行機に乗って３７ヵ国へ」（河出文庫）
  - 「黒猫ノロと世界を旅した20年」（ハーパーコリンズ・ジャパン）

絵本
- よこただいすけ「私はネコが嫌いだ。」（つちや書店）
- 坂本千明
  - 「ぼくはいしころ」（紙版画　岩崎書店）
  - 「ねこのねえ」（紙版画　自費出版）

漫画
- きょうこりん「黒猫エース」（少年画報社『ねこぱんち』収録）
- 横内なおき「サイボーグクロちゃん」（講談社『月刊コミックボンボン』収録）
- 千里ちひろ「ねジこ」（少年画報社『ねこぱんち』収録）
- 斉藤洋「ルドルフとイッパイアッテナ」シリーズ（講談社）
- 石塚千尋「ふらいんぐうぃっち」（講談社）
- AKR「黒猫ろんと暮らしたら」（KADOKAWA)

楽曲
- 黒ネコのタンゴ - 童謡
- 黒ニャゴ - 童謡
- ゴロちゃん - ポンキッキの曲

絵画
- 「黒き猫」菱田春草
- 「黒船屋」竹久夢二

ゲーム
- 「クイズRPG 魔法使いと黒猫のウィズ」（コロプラ）
- 「悪魔執事と黒い猫｣（あくねこ）